# Bror Schnittger
Bror Schnittger, född den 29 april 1882 i Helsingborg, död den 1 juni 1924 i Mörby i Stockholm, var en svensk arkeolog. 

## Biografiska data
Bror Schnittger avlade studentexamen och han studerade sedan vid Lunds universitet och Köpenhamns universitet nordiska språk och litteraturhistoria, men drogs från dessa vetenskaper över till fornkunskapen. Det nya ämnet, som under Knut Stjernas och Oscar Almgrens ledning vid Uppsala universitet drog till sig många under 1900-hundratalets första decennium. Han avlade sin licentiatexamen 1910 (vid Uppsala universitet), efter att 1904 ha blivit filosofie kandidat vid Lunds universitet. Schnittger disputerade 1910 vid Uppsala universitet på avhandlingen Förhistoriska flintgruvor och kulturlager vid Kvarnby och S. Sallerup i Skåne. (Tryckt i Antikvarisk Tidskrift för Sverige 1911). Mellan 1910 och 1915 tjänstgjorde han som docent i nordisk och jämförande fornkunskap vid Stockholms högskola. År 1915 tillträdde han tjänsten som föreståndare för Kungl. Myntkabinettet. 
Schnittger är känd för sina undersökningar av förhistoriska och historiska försvarsanläggningar runt om i Götaland. Från 1919 var han gift med arkeologen Hanna Rydh och fick med henne två söner, Jan och Bror. Tillsammans utförde och publicerade de ett antal arkeologiska arbeten, till exempel utgrävningen av Aranäs.

## Myntkabinettet
Den Hjertbergska antikvariebefattningen blev ledig 1915. Schnittger sökte tjänsten efter att ha speciminerat med en avhandling om Silverskatten från stora Sojdeby (Fornvännen 1915).Han bestämde de anglosaxiska mynten i Bror Emil Hildebrands och sonen Hans Hildebrands fotspår, men skildrade fyndet ur allmänt kulturhistorisk belysning. Såsom antikvarie företog Schnittger omändringar i  Myntkabinettet. Samlingen av svenska mynt utställdes, med de olika typerna från Birkamynten och Olof Skötkonungs mynt fram till Karl XV:s tid. Schnittgers undersökningar rörande Olof Skötkonungs mynt och enskilda större skattfynd hann aldrig bli färdigställda. Under Schnittgers tid genomfördes den viktiga principen att inte splittra myntfynd genom återsändande, försäljning, byte eller nedsmältning. Dessa förfaringssätt hade skadat myntkabinettets samlingar svårt tidigare.   

### Arkeologiska områdesstudier
Han har i verket Sverige, geografisk, topografisk, statistisk beskrivning lämnat bidrag till Skånelands förhistoria. Då han hade tjänst vid Statens historiska museum kunde han undersöka de flesta områdena i Sverige. Schnittgers forskningar rörde dock mest Östergötland och Gotland. I Östergötland fick biståndet från  familjen Flach den konsekvensen att planläggning och utförda grävningar blev mer långtgående än de vanliga tjänsteresorna, som oftast bara kunder rädda resterna av delvis förstörda fornlämningar. Bjärka-Säby-traktens fornlämningar skildras i ett arbete utgivet 1926 två år efter hans död. 
Såsom arkeolog var intresserad av den mänskliga kulturutvecklingen från dess början. Han studerade i Frankrike ungpaleolitiska, mesolitiska och neolitiska fynd. Det var en del i arbetet med publiceringen av Lars Kolmodins och Hjalmar Stolpes undersökningar i grottan Stora Förvar på Stora Karlsö. Han blev inte färdig med utgivningsarbetet som slutfördes av hans hustru Hanna Rydh. År 1913 skrev han ett mindre arbete om grottan Stora Förvar, där han skildrande Karlsöarnas naturbeskaffenhet, grottorna på ön och de stora dragen i undersökningen av grottan. Schnittger grävde själv på platsen och hade bearbetat en del av fynden, då sjukdomen drabbade honom. Det viktiga benmaterialet bestämdes av zoologen dr Adolf Pira, och verket publicerades 1940 av Hanna Rydh. 
Schnittgers kanske viktigaste bidrag inom det förhistoriska området var troligen hans undersökningar av fornborgar i Götaland. Det tidigare antagna hade varit att dessa borgar anlagts på vikingatiden, men Schnittger kunde genom omfattande grävningar, särskilt i östgötska fornborgar visa att det var felaktigt. Götalands borgar kunde dateras till folkvandringstiden, omkring 400 e. Kr. Åren 1906 och 1907 hade professor Oscar Almgren börjat dessa undersökningar genom sin grävning å Boberget, en av Vikbolandets borgar. Grävningen på Boberget gav vissa kronologiska vägledningar. Schnittger utvidgade från 1908 Almgrens forskningar under flera år. Han sammanfattade sina resultat i uppsatsen Die vorgeschichtlichen Burgwälle in Schweden  i festskriften Opuscula archaeologica Oscari Montelio, Septuagenario, dicata till Oskar Montelius 1913.

### Gotland
Gotlands skeppsformiga stensättningar, det fanns då omkring 60 kända, blev föremål för Schnittgers undersökningar. Av de 60 var hälften undersökta av honom själv och filosofie kandidaten Harald Hansson (senare med namnet Harald Stahle). Undersökningarna visade att skeppssättningar på Gotland ofta härrörde från sen bronsålder eller tidig järnåldern. Ibland påträffades skelettgravar i dessa. Resultaten var  oväntade och väckte stort intresse från olika synvinklar. Schnittger beskrev kort ifrågavarande grävningar vid 1919 års nordiska arkeologmöte i Köpenhamn ( Se Aarböger for nordisk Oldkyndighed og Historie 1920).  

### Religion och folktro
Schnittger hade ett intresse för religion, etnografi och folkmedicin som präglade vissa av hans arbeten om hällristningar, offerfynd och gamla trollmedel och läkemedel. I Fornvännen publicerade han Storken som livsbringare (1916). En hällristning i Västergötland (1911) och En hällristning vid Berga-Tuna i Södermanland. (1922). Etnologiska Studier, tillägnade E. Hammarstedt, innehåller några i Statens historiska museum befintliga stenåldersföremål, som varit i vidskepligt bruk. Nordisk Tidskrift innehåller hans uppsats  Ett läkemedel från kejsar Neros dagar.  I Fataburen skrev han En trolldosa från vikingatiden (1912) om ett föremål förvarat i Statens historiska museum. 

### Insatser för forminnesvården
Bror Schnittger hyste ett intresse för fornminnesvården.  Vid sin utgrävning av Aranäs borg fick han lära om konservering av medeltida fornlämningar. Fornvården i Stockholms främjade han tillsammans med sin hustru Hanna Rydh. Deras handledningen för utflykter Där fädrens kummel stå (1922) är ett exempel. Han  medarbetade i Aftonbladet och var ofta anlitad föreläsare. Med dessa bidrag spreds upplysning om fornlämningarnas betydelse och värde. 

### Hans senare arbeten
Trots sviktande hälsa kunde han i slutet av sitt liv arbeta på två omfattande skrifter. Den första om födelsestaden Helsingborgs äldre historia, den andra om sina undersökningar av Torgils Knutsons gamla borg Aranäs.